# Pubblicità sociale
La Pubblicità Sociale (o campagna di utilità sociale) è quella forma di pubblicità che sfrutta le proprie caratteristiche principali con lo scopo di sensibilizzare l'opinione pubblica su problematiche di carattere morale e civile riguardanti l'intera comunità.

## La pubblicità sociale in Italia
In Italia la pubblicità sociale è stata introdotta nel 1971 grazie alla fondazione di Pubblicità Progresso e alla realizzazione della campagna a favore della donazione del sangue (C'è bisogno di sangue. Ora lo sai). I successi raggiunti dalle campagne dell'associazione nei suoi primi anni di vita hanno fatto sì che altri enti non governativi ne seguissero l'esempio. Alcune di queste iniziative sono state patrocinate dalla stessa Pubblicità Progresso.
Nel 2003 è stato istituito il premio alla pubblicità sociale Pubblicità per BENE con il contributo -tra gli altri- della Regione Lazio. Lo spot di questo premio, trasmesso sulle reti Mediaset nel settembre 2003, è stato patrocinato proprio da Pubblicità Progresso.

### Le più famose campagne sociali in Italia
- Il verde è tuo. Difendilo.
- Chi fuma avvelena anche te. Digli di smettere
- AIDS. Se lo conosci lo eviti, se lo conosci non ti uccide.
- Chi si droga, si spegne

## La pubblicità sociale negli altri paesi
In America la maggior produttrice di campagne di utilità sociale è l'Ad Council, alla cui esperienza Pubblicità Progresso si ispira, mentre in Gran Bretagna esistono i Public Information Film realizzati dalle istituzioni governative.